# A Nod Is As Good As a Wink… to a Blind Horse
Az 1971-es A Nod Is As Good As a Wink… to a Blind Horse a Faces harmadik nagylemeze. Ez a legsikeresebb albumuk: Amerikában a 6., az Egyesült Királyságban a 2. helyre jutott az albumlistákon. Ezen az albumon szerepel legnagyobb slágerük, a Stay with Me (6. az Egyesült Királyságban, 17. Amerikában). Az album szerepel az 1001 lemez, amit hallanod kell, mielőtt meghalsz című könyvben.

## Az album dalai
|    | Cím                 | Szerző(k)                | Hossz |
| -- | ------------------- | ------------------------ | ----- |
| 1. | Miss Judy's Farm    | Rod Stewart, Ronnie Wood | 3:42  |
| 2. | You're So Rude      | Ronnie Lane, Ian McLagan | 3:46  |
| 3. | Love Lives Here     | Lane, Stewart, Wood      | 3:09  |
| 4. | Last Orders Please  | Lane                     | 2:38  |
| 5. | Stay with Me        | Stewart, Wood            | 4:42  |
| 6. | Debris              | Lane                     | 4:39  |
| 7. | Memphis, Tennessee  | Chuck Berry              | 5:31  |
| 8. | Too Bad             | Stewart, Wood            | 3:16  |
| 9. | That's All You Need | Stewart, Wood            | 5:05  |

## Közreműködők
- Rod Stewart – ének
- Ronnie Lane – basszusgitár, gitár, vokál
- Ronnie Wood – gitár, szájharmonika
- Ian McLagan – zongora, orgona
- Kenney Jones – dob
- Harry Fowler – acél dob a That's All You Need-en

## Fordítás
Ez a szócikk részben vagy egészben az A Nod Is as Good as a Wink... to a Blind Horse című angol Wikipédia-szócikk ezen változatának fordításán alapul.  Az eredeti cikk szerkesztőit annak laptörténete sorolja fel. Ez a jelzés csupán a megfogalmazás eredetét és a szerzői jogokat jelzi, nem szolgál a cikkben szereplő információk forrásmegjelöléseként.